# Mailsi
Mailsi (en ourdou : حُجره شاه مُقِيم) est une ville pakistanaise, située dans le district de Vehari, dans le sud de la province du Pendjab. Elle est également la capitale du tehsil éponyme.
La ville se situe à seulement 42 kilomètres de Vehari, la capitale du district, et à 34 kilomètres de Kahror Pacca, dans le district voisin de Lodhran. La ville est reliée aux chemins de fer, étant située sur la ligne Kasur-Lodhran, entre les gares de Vehari et Kahror Pacca.
La population de la ville a été multipliée par plus de quatre entre 1972 et 2017 selon les recensements officiels, passant de 21 318 habitants à 82 267. Entre 1998 et 2017, la croissance annuelle moyenne s'affiche à 2,1 %, un peu inférieure à la moyenne nationale de 2,4 %. En 2023, la population de la ville monte à 125 431 habitants.
|            | 1972 (rec.) | 1981 (rec.) | 1998 (rec.) | 2017 (rec.) | 2023 (rec.) |
| ---------- | ----------- | ----------- | ----------- | ----------- | ----------- |
| Population | 21 318      | 33 652      | 55 434      | 82 267      | 125 431     |